# Mabilleodes alacralis
Mabilleodes alacralis là một loài bướm đêm trong họ Crambidae.